# Adenosine deaminase
Adenosine deaminase (còn được gọi là adenosine aminohydrolase, hoặc ADA) là một enzyme (EC) tham gia vào quá trình chuyển hóa purin. Nó là cần thiết cho sự phân hủy adenosine từ thực phẩm và cho sự thay đổi của axit nucleic trong các mô.
Chức năng chính của nó ở người là sự phát triển và duy trì hệ thống miễn dịch. Tuy nhiên, vai trò sinh lý đầy đủ của ADA vẫn chưa được hiểu rõ.

## Kết cấu
ADA tồn tại ở cả dạng nhỏ (dưới dạng monome) và dạng lớn (dưới dạng phức chất mờ). Ở dạng monome, enzyme là một chuỗi polypeptide, được gấp thành tám chuỗi các thùng α / parallel song song, bao quanh một túi sâu trung tâm là vị trí hoạt động. Ngoài tám trung tâm β-thùng và tám ngoại vi α-xoắn, ADA cũng chứa thêm lăm xoắn: dư lượng 19-76 lần vào ba xoắn, nằm giữa β1 và α1 nếp gấp; và hai vòng xoắn carboxy-terminal antiparallel được đặt trên đầu cực amin của barrel-thùng.
Vị trí hoạt động ADA chứa một ion kẽm, nằm ở phần lõm sâu nhất của vị trí hoạt động và được phối hợp bởi năm nguyên tử từ His15, His17, His214, Asp295 và chất nền. Kẽm là đồng yếu tố duy nhất cần thiết cho hoạt động.
Chất nền, adenosine, được ổn định và liên kết với vị trí hoạt động bằng chín liên kết hydro. Nhóm carboxyl của Glam217, gần như là coplanar với vòng purine cơ chất, ở vị trí tạo thành liên kết hydro với N1 của chất nền. Nhóm carboxyl của Asp296, cũng là coplanar với vòng purine cơ chất, hình thành liên kết hydro với N7 của chất nền. Nhóm NH của Gly184 ở vị trí tạo thành liên kết hydro với N3 của chất nền. Asp296 hình thành liên kết cả với ion Zn 2+ cũng như với 6-OH của chất nền. His238 cũng liên kết hydro với cơ chất 6-OH. 3'-OH của ribose cơ chất tạo thành liên kết hydro với Asp19, trong khi 5'-OH tạo thành liên kết hydro với His17. Hai liên kết hydro tiếp theo được hình thành cho các phân tử nước, tại vị trí mở của vị trí hoạt động, bởi 2'-OH và 3'-OH của chất nền.
Do sự suy thoái của vị trí hoạt động bên trong enzyme, chất nền, một khi đã bị ràng buộc, gần như được cô lập hoàn toàn khỏi dung môi. Độ tiếp xúc bề mặt của chất nền với dung môi khi liên kết là 0,5% độ tiếp xúc bề mặt của chất nền ở trạng thái tự do.

## Phản ứng
ADA không thể phục hồi deaminates adenosine, chuyển đổi nó vào liên quan nucleoside inosine bởi sự thay thế của amin nhóm cho một nhóm keto. 

Adenosine

Inosine

Inosine sau đó có thể được khử bằng (loại bỏ khỏi ribose) bởi một enzyme khác gọi là purine nucleoside phosphorylase (PNP), chuyển nó thành hypoxanthine.

## Cơ chế xúc tác
Cơ chế đề xuất cho quá trình khử xúc tác ADA là loại bỏ bổ sung lập thể thông qua trung gian tứ diện. Theo một trong hai cơ chế, Zn 2+ như một chất điện ly mạnh kích hoạt một phân tử nước, bị khử bởi Asp295 cơ bản để tạo thành hydroxide tấn công. His238 định hướng phân tử nước và ổn định điện tích của hydroxide tấn công. Glam217 được proton hóa để tặng một proton cho N1 của chất nền.
Phản ứng này là đặc thù do vị trí của dư lượng kẽm, Asp295 và His238, tất cả đều phải đối mặt với mặt B của vòng purine của chất nền.
Ức chế cạnh tranh đã được quan sát đối với ADA, trong đó sản phẩm inosine hoạt động ở chất ức chế cạnh tranh đối với hoạt động của enzyme.

## Chức năng
ADA được coi là một trong những enzyme chủ chốt của chuyển hóa purine. Enzyme đã được tìm thấy ở vi khuẩn, thực vật, động vật không xương sống, động vật có xương sống và động vật có vú, với sự bảo tồn cao của chuỗi amino acid. Mức độ cao của bảo tồn trình tự amino acid cho thấy bản chất quan trọng của ADA trong con đường trục vớt purine.
Chủ yếu, ADA ở người có liên quan đến sự phát triển và duy trì hệ thống miễn dịch. Tuy nhiên, hiệp hội ADA cũng đã được quan sát với sự biệt hóa tế bào biểu mô, dẫn truyền thần kinh và duy trì thai. Người ta cũng đề xuất rằng ADA, ngoài việc phân hủy adenosine, còn kích thích giải phóng các amino acid kích thích và cần thiết cho sự kết hợp của các thụ thể adenosine A1 và protein G dị dưỡng. Thiếu Adenosine deaminase dẫn đến xơ phổi, cho thấy rằng việc tiếp xúc lâu dài với mức độ cao của adenosine có thể làm trầm trọng thêm các phản ứng viêm hơn là ức chế chúng. Người ta cũng đã nhận ra rằng protein và hoạt động của adenosine deaminase được điều hòa trong tim chuột biểu hiện quá mức HIF-1 alpha, điều này phần nào giải thích mức độ suy giảm của adenosine trong tim biểu hiện HIF-1 alpha khi bị thiếu máu cục bộ.

## Bệnh lý
Một số đột biến trong gen của adenosine deaminase khiến nó không được biểu hiện. Sự thiếu hụt kết quả là một trong những nguyên nhân gây SCID, đặc biệt là di truyền lặn tự phát. Mức độ thiếu ADA cũng có liên quan đến viêm phổi, chết tế bào tuyến ức và tín hiệu thụ thể tế bào T bị khiếm khuyết.
Ngược lại, đột biến khiến enzyme này bị biểu hiện quá mức là một trong những nguyên nhân gây thiếu máu tan huyết.
Có một số bằng chứng cho thấy một alen khác (ADA2) có thể dẫn đến tự kỷ.
Mức độ ADA tăng cao cũng có liên quan đến AIDS.

## Đồng dạng
Có 2 đồng phân của ADA: ADA1 và ADA2.
- ADA1 được tìm thấy trong hầu hết các tế bào cơ thể, đặc biệt là tế bào lympho và đại thực bào, nơi nó không chỉ xuất hiện trong cytosol và nhân mà còn dưới dạng ecto trên màng tế bào gắn với dipeptidyl peptidase-4 (hay còn gọi là CD26). ADA1 tham gia chủ yếu vào hoạt động nội bào, và tồn tại cả ở dạng nhỏ (monome) và dạng lớn (dimer).[4] Sự xen kẽ của các hình thức từ nhỏ đến lớn được quy định bởi một "yếu tố chuyển đổi" trong phổi.[17]
- ADA2 lần đầu tiên được xác định ở lá lách của con người.[18] Sau đó nó đã được tìm thấy trong các mô khác bao gồm đại thực bào nơi nó cùng tồn tại với ADA1. Hai isoforms điều chỉnh tỷ lệ adenosine và deoxyadenosine làm tăng khả năng tiêu diệt ký sinh trùng. ADA2 được tìm thấy chủ yếu trong huyết tương và huyết thanh người, và chỉ tồn tại dưới dạng homodimer.[19]

## Ý nghĩa lâm sàng
ADA2 là dạng chủ yếu có trong huyết tương của người và tăng ở nhiều bệnh, đặc biệt là những bệnh liên quan đến hệ miễn dịch: ví dụ viêm khớp dạng thấp, bệnh vẩy nến và bệnh sarcoid. Đồng vị ADA2 huyết tương cũng tăng trong hầu hết các bệnh ung thư. ADA2 không phổ biến nhưng chỉ tồn tại với ADA1 trong các đại thực bào đơn bào.   

Tổng ADA huyết tương có thể được đo bằng phương pháp sắc ký lỏng hiệu năng cao hoặc kỹ thuật enzyme hoặc so màu. Có lẽ hệ thống đơn giản nhất là phép đo ammonia được giải phóng từ adenosine khi được phân hủy thành inosine. Sau khi ủ huyết tương bằng dung dịch adenosine đệm, amonia được phản ứng với thuốc thử Berthelot để tạo thành màu xanh lam tương xứng với lượng hoạt động của enzyme. Để đo ADA2, erythro-9- (2-hydroxy-3-nonyl) adenine (EHNA) được thêm vào trước khi ủ để ức chế hoạt động enzyme của ADA1. Chính sự vắng mặt của ADA1 gây ra SCID.
ADA cũng có thể được sử dụng trong quá trình điều trị tràn dịch màng phổi lympho hoặc cổ trướng phúc mạc, trong đó các mẫu bệnh phẩm có mức độ ADA thấp về cơ bản không bao gồm bệnh lao.
Hiện tượng tràn dịch màng phổi do lao có thể được chẩn đoán chính xác bằng cách tăng mức độ dịch màng phổi adenosine deaminase, trên 40 U mỗi lít.
Cladribine và Pentostatin là các chất chống tân sinh được sử dụng trong điều trị bệnh bạch cầu tế bào lông; cơ chế hoạt động của chúng là ức chế adenosine deaminase.